# Tommaso Agudio
Pour les articles homonymes, voir Agudio.
Tommaso d'Agudio (né le 27 avril 1827 à Malgrate et mort le 5 janvier 1893 à Turin) est un ingénieur et un homme politique italien.

## Biographie
Il a été député du royaume d'Italie durant la VIIIe législature.
Il a participé à la construction de chemins de fer et de funiculaires.

## Sources
- (it) Cet article est partiellement ou en totalité issu de l’article de Wikipédia en italien intitulé « Tommaso Agudio » (voir la liste des auteurs).